# Daniel Hermannus Beucker Andreae
Mr. Daniel Hermannus Beucker Andreae (Sint Annaparochie, 23 maart 1772 - Leeuwarden, 18 maart 1828) was een Nederlands jurist, rechter en politicus.

## Biografie
Andreae was een lid van het patriciaatsgeslacht Andreae en een zoon van grietenijsecretaris mr. Henricus Beucker Andreae (1736-1806) en Baukje Maria Lycklama à Nijeholt (1730-1805). Hij trouwde in 1803 met Catharina Elizabeth Huber (1779-1822), regentes van het Nieuw Stads Weeshuis, met wie hij vijf kinderen kreeg.
Andreae studeerde rechten te Franeker waar hij in 1829 promoveerde op Quas ... ex auctoritate ... Laurentii Meyer ... pro gradu doctoratus. Daarna werd hij advocaat en in 1795 secretaris van de commissie van 18 uit de Representanten van Friesland. Van 1796 tot 1802 was hij secretaris van het departement van financiën van het comité tot de algemene zaken van het Bondgenootschap te lande. Van 1802 tot 1811 was hij drost van Ferwerderadeel, Het Bildt en Menaldumadeel, tot hij in 1811 tot rechter van instructie bij de rechtbank Leeuwarden werd benoemd waar hij van 1812 tot zijn overlijden griffier van was. In 1812 en 1813 was hij griffier a.i. van de rechtbank van Koophandel van Leeuwarden.
Van 1821 tot zijn overlijden was hij gemeenteraadslid van Leeuwarden en vanaf 1823 tot zijn overlijden tevens secretaris van de Provinciale Commissie van Landbouw.